# Anne Redfearne
Anne Redfearne (? - Lancaster, Anglaterra, 20 d'agost de 1612) fou una d'entre les deu dones i homes conegudes com les Bruixes de Pendle que van ser jutjades per bruixeria i penjades al castell de Lancaster a Anglaterra el 20 d'agost de 1612.